# Temperatura operativa
Temperatura operativa o temperatura resultante seca de un recinto es aquella temperatura única que deberían tener tanto el aire como las paredes, para que una persona media intercambiase por convección y radiación la misma cantidad de energía que intercambia en la situación real.
Para un coeficiente de absorción de la indumentaria de 0,95 y para el rango de temperaturas de climatización, se puede considerar que el coeficiente de radiación {\displaystyle h_{r}} no varía significativamente, pudiendo establecerse en un valor de:
{\displaystyle h_{r}=4,7W/(m^{2}.K)}
con lo cual, la temperatura operativa puede hallarse mediante:
| Símbolo                | Nombre                                                   |
| ---------------------- | -------------------------------------------------------- |
| {\displaystyle T_{o}}  | Temperatura operativa                                    |
| {\displaystyle T_{rm}} | Temperatura radiante media de los cerramientos del local |
| {\displaystyle T_{s}}  | Temperatura ambiente (Temperatura seca)                  |
| {\displaystyle h_{r}}  | Coeficiente de radiación                                 |
| {\displaystyle h_{c}}  | Coeficiente de convección                                |

En la práctica, considerando que {\displaystyle h_{r}\approx h_{c}}, se puede considerar la temperatura operativa como la media aritmética entre la temperatura radiante media y la temperatura seca.
{\displaystyle T_{o}={\frac {T_{rm}+T_{s}}{2}}}
Esto es lo que hace que en sistemas como el suelo radiante, en el que la temperatura radiante media de los cerramientos es evidentemente superior  a la de los sistemas convencionales de radiadores, se pueda obtener la misma temperatura operativa con una temperatura de ambiente inferior, con el consiguiente ahorro de energía. Por otra parte, también es lo que determina la sensación de malestar, debida al efecto de pared fría, que se tiene en un local, en invierno, con una gran superficie acristalada, si no se ha compensado con un aumento de la temperatura ambiente.